# Język yele
Język yele (rosselski, yela) – język papuaski używany w prowincji Milne Bay w Papui-Nowej Gwinei, zwłaszcza na wyspie Rossel. W 1998 roku miał 3750 użytkowników. Przypuszczalnie izolat, został zaliczony do zaproponowanej rodziny yele-zachodnionowobrytyjskiej.
Badaniem tego języka zajmowali się misjonarze (James E. Henderson i Anne Henderson), autorzy opisów gramatycznych i słownika. Jest nauczany w szkołach podstawowych. Znany z oryginalnej fonologii, dysponuje dużym zasobem spółgłosek koartykulowanych.
Jest zapisywany alfabetem łacińskim.

## Dialekty[2]
- abaletti
- bou
- daminyu
- jaru
- jinjo
- wulanga